# Ingenbohl
Ingenbohl – miejscowość i gmina w Szwajcarii, w kantonie Schwyz, w okręgu Schwyz. Leży nad Jeziorem Czterech Kantonów, nad rzeką Muota.

## Demografia
W Ingenbohl mieszkają 12 292 osoby. W 2021 roku 20,3% populacji gminy stanowiły osoby urodzone poza Szwajcarią. 

## Transport
Przez teren gminy przebiegają autostrada A4 oraz drogi główne nr 2, nr 2b i nr 8.